# Prometheus (tiskárna)
Tiskárna Prometheus (Prometheus, hornicko-hutnické nakladatelství, spol. s.r.o.) je bývalá tiskárna a nakladatelství v Praze-Libni v ulici V Holešovičkách.

## Historie
Roku 1928 koupil Vydrovu továrnu poživatin Ústav pro vědecký výzkum uhlí a postupně ji přebudoval pro svoje potřeby. Tříposchoďový objekt v severovýchodní části areálu přestavěl stavitel Jan Písecký pro tiskárnu Prometheus hornicko-hutnického nakladatelství. V přízemí se nacházela knihárna, v prvním patře strojní sazárna, ve druhém kanceláře a ve třetím sklad štočků.
Roku 1948 byla tiskárna znárodněna a pod názvem Polygrafia dál využívala většinu areálu. Po zániku Polygrafie získala budovy Akademie věd ČR a umístila sem Ústav struktury a mechaniky hornin AV ČR (nástupce Hornického ústavu Československé akademie věd založeného roku 1958).
Roku 2005 postavila Akademie věd v areálu novou budovu pro svůj archív.
Budova
Areál vznikl v letech 1910-1912 pro Továrnu poživatin Františka Vydry. Postavil jej stavitel Ferdinand Šamonil ve slohu střízlivé secese na místě původní usedlosti Kolínská.